# Stegobium
Stegobium (лат.) — род жесткокрылых насекомых семейства точильщиков.

## Описание
Переднеспинка более или менее слабо и равномерно выпуклая, передние углы её слегка закруглены, наибольшая ширины её близ основания, последнее двувыемчатое.

## Систематика
В составе рода два вида, один современный космополитно распространённый, второй известен из отложений позднемелового янтаря в США:
- Stegobium paniceum (Linnaeus, 1758)
- †Stegobium raritanensis Peris et al., 2015.